# Antaeus (Band)
Antaeus ist eine Black-Metal-Band, welche im Jahr 1993 in Frankreich gegründet wurde. Der Slogan der Band lautet: „Anti God, Anti Music, Anti You“.

## Geschichte
Die Band wurde 1994 von Black Priest, Storm und Antaeus gegründet. 1995 und 1996 wurden zwei Demos aufgenommen, während dieser Zeit gab es einige Wechsel in der Besetzung. Die beiden derzeit aktiven Mitglieder, MkM und Set, kamen 1996 und 1998 zu der Band.
Ihr erstes Album Cut Your Flesh and Worship Satan enthielt neu aufgenommene Lieder der Demoaufnahmen. Für das zweite Album De Principii Evangelikum unterschrieb die Band bei Osmose Productions. Das dritte Album Blood Libels wurde wiederum vom Label Norma Evangelium Diaboli veröffentlicht.
Im Jahr 2006 tourten Antaeus und die deutsche Band Secrets of the Moon gemeinsam, 2008 schloss die damalige Antaeus-Bassistin LSK sich Secrets of the Moon an.
Von den Bandgründern ist inzwischen keiner mehr bei der Band aktiv.

## Stil
Auf den ersten beiden Demos spielte die Band eher atmosphärischen Black Metal mit Keyboards und akustischer Gitarre. Später änderten sie ihren Stil zu rohem, dissonantem und chaotischem Black Metal mit Death-Metal-Einflüssen. Blood Libels wurde als „aggressive black metal with a pinch (or ten) of death metal thrown in“ bezeichnet. Das Album endet mit dem über neun Minuten langen Titellied Blood Libels, welches als „so intense it's literally almost unbearable“ bezeichnet wurde.
Die Band beschreibt ihre eigene Musik als „Satanik Audio Violence“ und gibt auf ihrer Myspace-Seite als Einflüsse „black death metal acts from the late 80s early 90s“ an.
MkM zufolge muss Black Metal hasserfüllt und satanisch sein, der Dunkelheit und allem, was Schmerz verursacht, huldigen. Dementsprechend verbinden die Texte Tod und Leid u. a. in Form selbstverletzenden Verhaltens mit Satanismus.

## Diskografie
- 1995: Y.A.T.B.O.T.M (Demo)
- 1996: Supremacist Dawn (Demo)
- 1997: Daemon auf Encyclopedia Pestilentia (Velvet Music International) und Metal 13 (XIII Bis Records)
- 1998: Eternal Majesty/Antaeus (Split-MC mit Eternal Majesty; D.M.M. Productions)
- 1999: Rekordin 2000-I (EP; Spikekult Rekords, End All Life Productions)
- 1999: Nihil Khaos – Live 99 (Live-MC; Chanteloup Creations)
- 2000: Cut Your Flesh and Worship Satan (Baphomet Records)
- 2001: SPK Kommando (Split-EP mit Deviant, Eternal Majesty und Hell Militia; Spikekult Rekords)
- 2001: Reverse Voices of the Dead / Devil Eyes (Split-EP mit Necrophagia; Red Stream Inc.)
- 2002: Satanic Audio Violence – Helloween 2000 (Demo; Paleur Mortelle Productions)
- 2002: Wrath of the Evangelikum (Split-MLP mit Aosoth; Paleur Mortelle Productions)
- 2002: De Principii Evangelikum (Osmose Productions)
- 2003: Krieg Vs. Antaeus (Split-MC mit Krieg; CVP Records)
- 2004: Rot (7"-EP; Battlesk’rs Productions)
- 2005: From the Entrails to the Dirt (Split-CD/-7"-EP mit Malicious Secrets, Mütiilation und Deathspell Omega; End All Life Productions)
- 2006: Blood Libels (Norma Evangelium Diaboli, The Ajna Offensive)
- 2009: Antaeus / Katharsis (Split-7"-EP mit Katharsis; Norma Evangelium Diaboli)